# Мисс мира 2006
Мисс Мира 2006 (англ. Miss World 2006) — 56-й ежегодный конкурс красоты, проводился 30 сентября 2006 года в Дворец культуры и науки, Варшава, Польша. За победу на нём соревновалось 104 претендентки, победительницей стала представительница Чехии — Татьяна Кухаржова.

## Результаты
| Итоговый результат | Участница |
| Мисс Мира 2006     | - Чехия — Татьяна Кухаржова |
| 1-я вице-мисс      | - Румыния — Ioana Boitor |
| 2-я вице-мисс      | - Австралия — Sabrina Houssami |
| Топ 6              | - Ангола — Stiviandra Oliveira - Бразилия — Jane Borges - Ямайка — Sara Lawrence |
| Топ 17             | - Канада — Malgosia Majewska - Гана — Lamisi Mbillah - Индия — Natasha Suri - Ливан — Аннабелла Хиляль - Мексика — Karla Jiménez - Намибия — Anna Nashandi - Северная Ирландия — Кэтрин Джин Миллиган - Пуэрто-Рико — Thebyam Carrión - Шотландия — Никола Маклин - Венесуэла — Federica Guzmán - Вьетнам — Mai Phương Thúy |

### Континентальные Королевы красоты
| Королевы красоты по континентам | Участница                      |
| Африка                          | - Ангола — Stiviandra Oliveira |
| Америка                         | - Бразилия — Jane Borges       |
| Азиатско-Тихоокеанский регион   | - Австралия — Sabrina Houssami |
| Вест-Индия                      | - Ямайка — Sara Lawrence       |
| Северная Европа                 | - Чехия — Татьяна Кухаржова    |
| Южная Европа                    | - Румыния — Ioana Boitor       |

### Специальные награды
Лучший дизайн костюма
| Награда        | Участница |
| Победительница | - Хорватия — Ivana Ergić |
| 1-я вице-мисс  | - Нидерланды — Sheryl Baas |
| 2-я вице-мисс  | - Индия — Natasha Suri |
| 3-я вице-мисс  | - Кения — Khadijah Kiptoo |
| 4-я вице-мисс  | - Ирландия — Sarah Morrissey |
| Топ 20         | - Ангола — Stiviandra Oliveira - Аруба — Shanandoa Wijshijer - Барбадос — Latoya McDowald - Китай — Duo Liu - Колумбия — Elizabeth Loaiza - Чехия — Татьяна Кухаржова - Доминиканская Республика — Paola Torres - Италия — Elizaveta Migatcheva - Ливан — Аннабелла Хиляль - Маврикий — Vanesha Seetohul - Польша — Marzena Cieślik - Румыния — Ioana Boitor - США — Брук Энгус - Венесуэла — Federica Guzmán - Вьетнам — Mai Phương Thúy |

### Внутренние конкурсы

#### Мисс Пляж
| Итоговый результат | Участница |
| Победительница     | - Венесуэла — Federica Guzmán |
| 1-я вице-мисс      | - Чехия — Татьяна Кухаржова |
| 2-я вице-мисс      | - Индия — Natasha Suri |
| 3-я вице-мисс      | - Ангола — Stiviandra Oliveira |
| 4-я вице-мисс      | - Сингапур — Colleen Pereira |
| Топ 10             | - Барбадос — Latoya McDowald - Польша — Marzena Cieślik - Румыния — Ioana Boitor - Шотландия — Никола Маклин - Испания — Inmaculada Torres |
| Топ 25             | - Боливия — Ana María Ortiz - Босния и Герцеговина — Azra Gazdić - Бразилия — Jane Borges - Канада — Malgosia Majewska - Колумбия — Elizabeth Loaiza - Грузия — Nino Kalandadze - Ирландия — Sarah Morrissey - Италия — Elizaveta Migatcheva - Ямайка — Sara Lawrence - Нигерия — Abiola Bashorun - Панама — Gisselle Bissot - Филиппины — Anna Maris Igpit - Пуэрто-Рико — Thebyam Carrión - Словения — Iris Mulej - Швеция — Cathrin Skoog |

#### Мисс спорт
| Итоговый результат | Участница |
| Победительница     | - Канада — Malgosia Majewska |
| 1-я вице-мисс      | - Пуэрто-Рико — Thebyam Carrión |
| 2-я вице-мисс      | - Латвия — Liga Meinarte |
| Топ 24             | - Ботсвана — Lorato Tebogo - Острова Кайман — Ambuyah Ebanks - Финляндия — Jenniina Tuokko - Гватемала — Jackelinne Piccinini - Венгрия — Renata Toth - Индонезия — Kristania Virginia Besouw - Италия — Elizaveta Migatcheva - Япония — Kazuha Kondo - Казахстан — Sabina Chukayeva - Республика Корея — Sharon Park - Мартиника — Stephanie Colosse - Мексика — Karla Jiménez - Монголия — Selenge Erdene-Ochir - Черногория — Ivana Knežević - Намибия — Anna Nashandi - Россия — Александра Мазур - Словакия — Magdalena Sebestova - ЮАР — Thuli Sithole - Тринидад и Тобаго — Tineke de Freitas - США — Брук Энгус - Замбия — Katanekwa Matundwelo |

| Группа                                  | Участница |
| Группа 1: Азиатско-Тихоокеанский регион | - Индонезия — Kristania Virginia Besouw - Япония — Kazuha Kondo - Республика Корея — Sharon Park - Монголия — Selenge Erdene-Ochir        |
| Группа 2: Северная Европа               | - Финляндия — Jenniina Tuokko - Казахстан — Sabina Chukayeva - Латвия — Liga Meinarte - Россия — Александра Мазур                         |
| Группа 3: Южная Европа                  | - Венгрия — Renata Toth - Италия — Elizaveta Migatcheva - Черногория — Ivana Knežević - Словакия — Magdalena Sebestova                    |
| Группа 4: Вест-Индия                    | - Острова Кайман — Ambuyah Ebanks - Мартиника — Stephanie Colosse - Пуэрто-Рико — Thebyam Carrión - Тринидад и Тобаго — Tineke de Freitas |
| Группа 5: Америка                       | - Канада — Malgosia Majewska - Гватемала — Jackelinne Piccinini - Мексика — Karla Jiménez - США — Брук Энгус                              |
| Группа 6: Африка                        | - Ботсвана — Lorato Tebogo - Намибия — Anna Nashandi - ЮАР — Thuli Sithole - Замбия — Katanekwa Matundwelo                                |

#### Мисс талант
| Итоговый результат | Участница |
| Победительница     | - Северная Ирландия — Кэтрин Джин Миллиган                                                                                        |
| 1-я вице-мисс      | - Италия — Elizaveta Migatcheva                                                                                                   |
| 2-я вице-мисс      | - Зимбабве — Lorraine Maphala |
| 3-я вице-мисс      | - Эстония — Leisi Poldsam |
| 4-я вице-мисс      | - Монголия — Selenge Erdene-Ochir                                                                                                 |
| Топ 10             | - Барбадос — Latoya McDowald - Хорватия — Ivana Ergić - Индия — Natasha Suri - Либерия — Patrice Juah - Португалия — Sara Almeida |

#### Beauty with a Purpose
| Итоговый результат | Участница               |
| Победительница     | - Гана — Lamisi Mbillah |

## Судьи
- Джулия Морли — председатель
- Анета Кренглицка — Мисс Мира 1989
- Дениз Ван Оутен — актриса
- Каран Джохар — индийский кинорежиссёр, сценарист, продюсер и телеведущий
- Келли Холмс — британская бегунья на средние дистанции
- Криш Найду — посол Мисс Мира
- Луис Уолш — Ирландский менеджер
- Майк Диксон — музыкальный режиссёр
- Вильнелия Мерсед — Мисс Мира 1975

## Участницы
| - Австралия — Sabrina Houssami - Камбоджа — Sun Sreymom - Китай — Duo Liu - Гонконг — Janet Chow - Индия — Natasha Suri - Индонезия — Kristania Besouw - Япония — Kazuha Kondo - Республика Корея — Sharon Park - Малайзия — Adeline Wan - Монголия — Selenge Erdene-Ochir - Филиппины — Anna Maris Igpit - Сингапур — Colleen Pereira - Шри-Ланка — Rapthi Kerkoven - Французская Полинезия — Vainui Simon - Таиланд — Melisa Mahapol - Вьетнам — Mai Phương Thúy - Австрия — Tatjana Batinić - Беларусь — Katsiaryna Litvinava - Бельгия — Virginie Claes - Чехия — Татьяна Кухаржова (Taťána Kuchařová) - Дания — Sandra Spohr - Англия — Элеанор Глинн (Eleanor Glynn) - Эстония — Leisi Poldsam - Финляндия — Jenniina Tuokko - Германия — Edita Orašćanin - Исландия — Ásdís Hallgrímsdóttir - Ирландия — Sarah Morrissey - Казахстан — Sabina Chukayeva - Латвия — Liga Meinarte - Нидерланды — Sheryl Baas - Северная Ирландия — Кэтрин Джин Миллиган (Catherine Jean Milligan) - Норвегия — Tonje Elise Skjærvik - Польша — Marzena Cieślik - Россия — Александра Мазур - Шотландия — Никола Маклин (Nicola McLean) - Швеция — Cathrin Skoog - Украина — Olga Shilovanova - Уэльс — Сара Флеминг (Sarah Fleming) - Босния и Герцеговина — Azra Gazdić - Болгария — Slavena Vatova - Хорватия — Ivana Ergić - Кипр — Eli Manoli - Франция — Laura Fasquel - Грузия — Nino Kalandaze - Гибралтар — Hayley O’Brien - Греция — Irini Karra - Венгрия — Renáta Tóth - Израиль — Yael Nizri - Италия — Elizaveta Migatcheva - Ливан — Annabella Hilal - Северная Македония — Marija Vegova - Мальта — Solange Mifsud - Молдова — Alexandra Demciuk - Черногория — Ivana Knežević - Португалия — Sara Almeida - Румыния — Ioana Boitor - Сербия — Vedrana Grbović - Словакия — Magdalena Šebestová - Словения — Iris Mulej - Испания — Inmaculada Torres - Турция — Merve Büyüksaraç | - Аруба — Shanandoa Wijshijer - Багамские Острова — Deandrea Conliffe - Барбадос — Latoya McDowald - Острова Кайман — Ambuyah Ebanks - Кюрасао — Fyrena Martha - Доминиканская Республика — Paola Torres - Гваделупа — Caroline Beavis - Ямайка — Sara Lawrence - Мартиника — Stephanie Colosse - Пуэрто-Рико — Thebyam Carrión - Сент-Люсия — Tamalisa Baptiste - Тринидад и Тобаго — Tineke De Freitas - Аргентина — Beatriz Vallejos - Боливия — Ana María Ortiz - Бразилия — Jane Borges - Канада — Malgosia Majewska - Чили — Constanza Silva - Колумбия — Elizabeth Loaiza - Коста-Рика — Bélgica Arias - Эквадор — Rebeca Flores - Сальвадор — Tatiana Romero - Гватемала — Jackelinne Piccinini - Гайана — Dessia Braithwaite - Мексика — Karla Jiménez - Панама — Giselle Bissot - Перу — Silvia Cornejo - США — Брук Энгус (Brooke Angus) - Уругвай — Marlene Politi - Венесуэла — Federica Guzmán - Ангола — Stiviandra Oliveira - Ботсвана — Lorato Tebogo - Демократическая Республика Конго — Diane Mwinga - Эфиопия — Amleset Muchie - Гана — Lamisi Mbillah - Кения — Khadijah Kiptoo - Либерия — Patrice Juah - Маврикий — Vanesha Seetohul - Намибия — Anna Nashandi - Нигерия — Abiola Bashorun - ЮАР — Thuli Sithole - Танзания — Wema Sepetu - Замбия — Katanekwa Matundwelo - Зимбабве — Lorraine Maphala |

## Разное
Два миллиарда человек в 200 странах по всему миру. Зрители также смогли помочь выбрать Мисс Мира 2006 с помощью SMS.